# ジャイルズ・マッシー
ジャイルズ・イングラム・マッシー（Giles Ingram Matthey, 1987年11月11日 - ）は、オーストラリア生まれのイングランドの俳優である。『トゥルーブラッド』のクロード・クレーン役、『24 -TWENTY FOUR- リブ・アナザー・デイ』のジョーダン・リード役で知られている。

## 生い立ちと学歴
オーストラリアでイギリス人の父とオーストラリア人の母のあいだに生まれる。2歳のときに家族でロンドンに移った。さらに10代の頃に俳優を志し、最終的にニューヨークへ移ってリー・ストラスバーグ劇場研究所で2年間学んだ。

## キャリア
2011年に『グッド・ワイフ』でデビューする。2012年にはHBOのシリーズ『トゥルーブラッド』のクロード・クレーン役にキャスティングされ、翌2013年までに計9話に出演する。また映画『スティーブ・ジョブズ』ではAppleのデザイナーのジョナサン・アイブを演じた。2014年にはフォックスの『24 -TWENTY FOUR- リブ・アナザー・デイ』でCIAの諜報アナリストのジョーダン・リード役を務めた。

## フィルモグラフィ

### 映画
| 年   | 日本語題 原題             | 役名               | 備考 |
| ---- | ------------------------- | ------------------ | ---- |
| 2013 | スティーブ・ジョブズ Jobs | ジョナサン・アイブ |      |
| 2013 | Hunter                    | カーター           |      |
| 2014 | Boulevard                 | エディ             |      |
| 2015 | By Way of Helena          |                    | 撮影 |

### テレビシリーズ
| 年        | 日本語題 原題                                              | 役名               | 備考                                                 |
| --------- | ---------------------------------------------------------- | ------------------ | ---------------------------------------------------- |
| 2011      | グッド・ワイフ The Good Wife                               | Dick Anders        | 第3シーズン第6話「外交特権」                         |
| 2012-2013 | トゥルーブラッド True Blood                                | クロード・クレーン | 計9話出演                                            |
| 2014      | 24 -TWENTY FOUR- リブ・アナザー・デイ 24: Live Another Day | ジョーダン・リード | 計9話出演                                            |
| 2024      | 失踪 〜母が消えた日〜 Apples Never Fall                    | ハリー・ハダド     | テレビミニシリーズ全7話中計3話出演 WOWOWで放映・配信 |